# Universidad Siglo 21
La Universidad Empresarial Siglo 21 (UES 21) es una universidad privada de Argentina, con sede central en la Ciudad de Córdoba. Fue creada en el año 1995 a través de la Fundación Universidad Empresarial Siglo 21 por la familia Rabbat. Su campus creado por César Pelli & Associates, con diseño de paisaje a cargo del estudio Diana Balmori, y asociado al estudio local GGMPU.

## Carreras

### Derecho y Ciencias Sociales
- Abogacía
- Escribanía
- Licenciatura en Administración Pública
- Licenciatura en Ciencia Política
- Licenciatura en Criminología y Seguridad
- Licenciatura en Relaciones Internacionales
- Maestría en Derecho Procesal

### Diseño y Comunicación
- Licenciatura en Diseño y Animación Digital
- Licenciatura en Diseño de Indumentaria y Textil
- Licenciatura en Diseño Gráfico
- Licenciatura en Diseño Industrial
- Licenciatura en Periodismo
- Licenciatura en Publicidad
- Licenciatura en Relaciones Públicas e Institucionales

### Educación y Psicología
- Licenciatura en Psicología
- Licenciatura en Educación
- Licenciatura en Educación y Nuevas Tecnologías

### Ingeniería y Sistemas

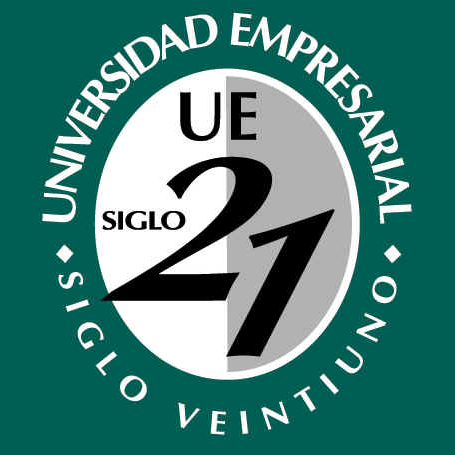
Primer Escudo

- Primer EscudoIngeniería en Innovación y Desarrollo
- Ingeniería en Software
- Ingeniería en Transportes y Caminos
- Licenciatura en Informática
- Licenciatura en Seguridad Informática
- Licenciatura en Inteligencia Artíficial y Robótica

### Management y Finanzas
- Actuario
- Contador Público
- Licenciatura en Administración
- Licenciatura en Gestión de Recursos Humanos
- Licenciatura en Comercialización (Marketing)
- Licenciatura en Comercio Internacional
- Maestría en Administración de Negocios y Aplicaciones Tecnológicas en la Empresa
- Maestría en Administración de Empresas
- Especialización en Finanzas Corporativas y Mercado de Capitales
- Especialización en Gestión y Gobierno de Empresas Familiares
- Especialización en Marketing y Dirección Comercial
- Especialización en Negocios Internacionales

### Sustentabilidad y Agro
- Licenciatura en Ambiente y Energías Renovables
- Licenciatura en Administración Agraria
- Licenciatura en Gestión Ambiental
- Licenciatura en Higiene, Seguridad y Medio Ambiente del Trabajo

### Turismo y Hotelería
- Licenciatura en Administración Hotelera
- Licenciatura en Gestión Turística

### Salud
- Licenciatura en Gerontología
- Licenciatura en Kinesiología y Fisioterapia
- Licenciatura en Nutrición

Además, cuenta con varias Carreras de Pregrado, Cursos, Diplomaturas y Certificados, Certificaciones Internacionales, Seminarios y Workshops.

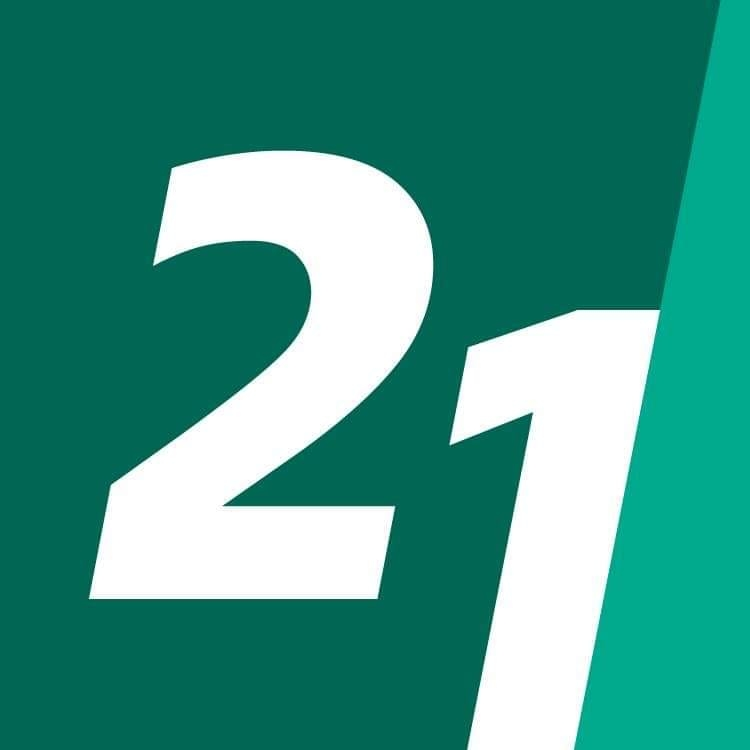
Segundo Escudo